# Kenyeres Ágnes
Kenyeres Ágnes, hivatalos nevén Kenyeres Imréné, született Bolgár Ágnes (Budapest, 1911. július 22. – 2012. október 23.) lexikográfus, filológus, az Egyetemi Könyvtár munkatársa.

## Életpályája
Bolgár István és Szalkai Regina lányaként született. A budapesti Pázmány Péter Tudományegyetem Bölcsészettudományi Karán végzett. Tanárai Horváth János és Gombocz Zoltán voltak. Tanítási gyakorlatát a Mária Terézia Leánygimnáziumban végezte. Doktori disszertációja 1934-ben jelent meg A magyar bájoló imádságok címmel. Ugyanebben az évben katolikus hitre tért át. 1945 októberében bekerült pártonkívüliként Budapest törvényhatósági bizottságába. 1949 júniusában a Kultúrkapcsolatok Intézetének osztályvezetőjeként egy küldöttség élén Prágába utazott a magyar–cseh kulturális egyezmény előkészítésére. Az Egyetemi Könyvtár kézirattárának munkatársa volt, feladatkörébe tartozott a magyarországi latin kódexek gondozása. 1960 és 1966 között szerkesztette A kultúra világa című ismeretterjesztő könyvsorozatot, 1967 és 1994 között pedig megszervezte és szerkesztette a négykötetes Magyar életrajzi lexikont.

## Családja
1935. október 31-én a Ferencvárosban házasságot kötött Kenyeres Imre (1911–1962) egyetemi tanársegéddel, későbbi íróval és irodalomtörténésszel. Gyermeke Kenyeres Zoltán (1939–) irodalomtörténész, egyetemi tanár. Unokái Kenyeres János (1967–) irodalomtörténész, kandidátus, és Kenyeres László (1971–) ügyvéd.

## Művei
- Bolgár Ágnes néven: Magyar bájoló imádságok a XV-XVI. századból; Mérnökök Ny., Budapest, 1934
- Egressy Gábor levelei Kazinczy Gáborhoz; összeáll.; Színháztudományi Intézet–Országos Színháztörténeti Múzeum, Budapest, 1960 (Színháztörténeti füzetek)
- Codices Latini medii aevi Bibliothecae Universitatis Budapestinensis; közrem. Bolgár Ágnes néven; Akadémiai, Budapest, 1961
- Proveniencia és vízjelkutatás. A "mérleg" az Egyetemi Könyvtár latin papírkódexeiben; in: Az Egyetemi könyvtár évkönyvei I., Tankönyvkiadó, Budapest, 1962
- A kegyes olvasóhoz! Előszavak és utószavak válogatott gyűjteménye; összeáll.; Gondolat, Budapest, 1964 (Nemzeti könyvtár. Művelődéstörténet sorozat)
- Szabó Károly és Kazinczy Gábor. Adalékok Szabó Károly levelezéséhez; Egyetemi Könyvtár, Budapest, 1966; in: Az Egyetemi Könyvtár évkönyvei 3.
- Magyar életrajzi lexikon, 1-2.; főszerk; Akadémiai, Budapest, 1967-1969
- Kazinczy Gábor hagyatéka nyomában; in: Az Egyetemi Könyvtár évkönyvei 5. kötet; Egyetemi Könyvtár, Budapest, 1971
- Radnót Magda–Kenyeres Ágnes: Joseph Imre jr.; angolra ford. Follmann Piroska; Akadémiai, Budapest, 1971
- Radnót Magda–Kenyeres Ágnes: Ifj. Imre József; Akadémiai, Budapest, 1979
- Király György: A filológus kalandozásai; vál., sajtó alá rend., utószó; Szépirodalmi, Budapest, 1980
- Magyar életrajzi lexikon, 3. kieg. köt.; főszerk,; Akadémiai, Budapest, 1981
- Egy könyvtár hétköznapjai; Szépirodalmi, Budapest, 1985 (Műhely sorozat)
- Kulturális kisenciklopédia; főszerk.; Kossuth, Budapest, 1986
- Magyar életrajzi lexikon, 4., 1978-1991; szerk.; Akadémiai, Budapest, 1994

## Díjai, elismerései
- A Magyar Köztársasági Érdemrend kiskeresztje (1948)[8]
- Munka Érdemrend (1953)[9]